# Jan III. Bretaňský
Jan III. Bretaňský (8. března 1286, Château de Champtoceaux – 30. dubna 1342, Caen) byl od roku 1312 bretaňským vévodou a od roku 1334 hrabětem z Richmondu.

## Život
Jan se narodil jako syn Artura II. Bretaňského a jeho první manželky Marie z Limoges. Byl silně proti otcovu druhému sňatku s Jolandou z Dreux a pokusil se zpochybnit jeho zákonnost.
V roce 1297 se poprvé oženil s Isabelou z Valois, nejstarší dcerou Karla z Valois a jeho první manželky Markéty z Anjou. V době sňatku bylo Janovi jedenáct let a jeho nevěstě pět. Isabela zemřela v roce 1309 bezdětná. V roce 1310 se jeho druhou manželkou stala Isabela Kastilská. Ta zemřela bezdětná v roce 1328.
V roce 1329 se stala jeho třetí manželkou Johana Savojská. Jan zemřel tři roky před svou třetí manželkou v roce 1341 bezdětný. Nechtěl vévodství postoupit svému nevlastnímu bratrovi Janovi z Montfortu, synovi nenáviděné nevlastní matky Jolandy. Přál si tedy zanechat vévodství francouzskému králi, bretaňští šlechtici však protestovali. Manželstvím jeho neteře Johany z Dreux s Karlem z Blois dal Karlovi přijatelný nárok na vévodství.
Po Janově smrti vznesl Jan z Montfortu nárok na titul vévody, francouzský král však podpořil Karla z Blois a tak vypukla válka o bretaňské dědictví (1341–1364). V bretaňské občanské válce proti sobě bojovaly dynastie z Blois a Montfort. Spor se stal součástí stoleté války, když se Anglie postavila na stranu Montfortů, kteří nakonec zvítězili proti frakci Blois, podporované Francií.